# Assem Kansou
Muhammad Assem Kansou (sau Qanso, în arabă عاصم قانصوه; n. 1937, Hermel, Guvernoratul Baalbek-Hermel, Liban) este un om politic libanez, fost lider a Aripii Regionale Libaneze a Partidului Baas Arab Socialist. Este cunoscut pentru relația sa strânsă cu Siria lui Bashar al-Assad.
Născut în 1937 în Baalbek, în Mandatul francez pentru Siria și Liban, Kansou s-a alăturat Partidului Baas încă din 1954. A studiat geologia la Universitatea din Zagreb și apoi în România. 
În 1971 a devenit liderul aripii regionale libaneze a Partidului Baas. În timpul războiului civil libanez, Kansou a inclus Partidul Baas în Mișcarea Națională Libaneză, care a luptat alături de Organizația pentru Eliberarea Palestinei împotriva Israelului. A rămas la conducerea Partidului Baas Libanez până în 1989, revenind ulterior în perioada 2000-2005. În 1996 a fost ales deputat în parlamentul libanez, iar între anii 2004-2005 a fost ministru al muncii în guvernul condus de Omar Karami. 

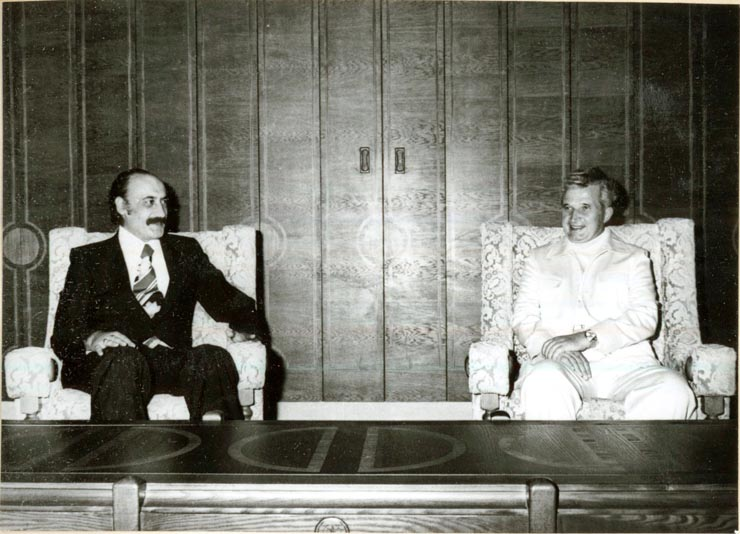
Kansou și Nicolae Ceaușescu în 1974

Kansou susține regimul lui Bashar al-Assad în războiul civil sirian și este un oponent al influenței americane în Orientul Mijlociu.